# Facultatea de Științe Politice, Administrative și ale Comunicării
În cadrul Facultății de Științe Politice, Administrative și ale Comunicării (FSPAC) de la Universitatea Babeș-Bolyai din Cluj din Cluj-Napoca funcționează cinci departamente: Administrație și Management Public, Comunicare, Relații Publice și Publicitate, Jurnalism și Media Digitală, Științe Politice și Sănătate Publică. De asemenea, facultatea dispune de patru extensii în orașe din Transilvania: Bistrița, Satu Mare, Reșița și Sfântu-Gheorghe, în care se desfășoară programe de licență ale Departamentului de Administrație și Management Public. Oferta educațională a facultății noastre este: Învățământ nivel licență (6 semestre) și Programe de masterat (2-4 semestre). Limbile de studiu ale specializărilor sunt:
- Administrație Publică – română, engleză
- Comunicare și Relații Publice – română, maghiară, germană
- Jurnalism și Media Digitală – română, maghiară, germană, engleză
- Publicitate – română
- Media digitală – română
- Științe politice – română, maghiară, engleză
- Știința Datelor Sociale - română

## Personalul academic
Încă de la început, specialiștii universității în domenii ca istorie, filosofie, sociologie, psihologie, științe economice și drept posedau abilitățile de a preda în cadrul Departamentului de Științe Politice. Odată cu acordurile de cooperare pe care facultatea le are cu câteva universități străine, personalul academic a avut oportunitatea de a-și completa studiile și de a participa la stagii de perfecționare în universități europene și americane. Toate cele patru departamente au găzduit profesori din străinătate care au ținut cursuri, au cercetat și au colaborat cu profesorii români. Câțiva profesori din strainatate sunt: Prof. Ronald King, Prof. Paul Sum (Tulane University, USA), Prof. Jeffrey Mondak (University of Pittsburgh, USA), Prof. Peter Wagner, Prof. André Miroir (Université Libre du Bruxelles, Belgium), Prof. Chiatello Giussepe (University of Genova, Italy), Prof. Richard Hall (Indiana University, USA), Prof. David Ringsmuth (California State University,USA), Prof. Michael Cain (University of Mississippi,USA), Prof. Rita Moore (University of Portland,USA), Prof.Roger Hamlin (Michigan State University,USA), Prof. Robert D. McEvoy, Prof. John Rohrbaugh (State University of New-York at Albany,USA), Prof. Alan Rosenbaum (Florida International University), Prof. Carole Neves (Smithsonian Institute), Prof. Frank Boenker, Lecturer Kosima Lempke (University of Viadrina, Frankfurt Oder/Germany).

## Programul educațional
Curricula Facultății de Științe Politice, Administrative și ale Comunicării a fost concepută într-o formă care să faciliteze pregătirea unor specialiști în jurnalism, științe politice, administrație publică, științe ale comunicării și relații publice. Curricula a fost dezvoltată în concordanță cu Carta Universității Babeș-Bolyai și cu ajutorul unor specialiști americani (profesori universitari și consultanți organizaționali) care au vizitat Facultatea în cadrul Programului de Dezvoltare a Curriculei în Științe Sociale sponsorizat de USAID și administrat de IREX/ACLS.
Fiecare curriculă include discipline obligatorii (care oferă acumularea de cunoștințe fundamentale fiecărui student), opționale (pe care studenții au posibilitatea să le aleagă în conformitate cu specializarea) și facultative (alese din oferta generală a universității). În fiecare semestru, studenții au posibilitatea de a alege între 2 discipline opționale.
De obicei, un curs durează un semestru. Curricula este structurată astfel încât să ofere studenților cunoștințele practice și abilitățile cerute de profesiile pentru care învață. Funcționând pe baza modelului Sistemului de Credite Transferabile (ECTS), Facultatea de Științe Politice, Administrative și ale Comunicării s-a adaptat și armonizat față de modelul european. De asemenea, curricula conține și posibilitatea de a lua parte la stagii de practică („internship”) în diferite instituții (de media, firme private, administrația centrală și locală). În cazul în care studenții își doresc să facă practica în cadrul Facultății de Științe Politice, Administrative și ale Comunicării, aceștia pot opta pentru UBB Radio, Student Press, UBB TV și Media Project. Practica valorează 6 credite pe semestru si este necesar minimul de 120 de ore. Potrivit Sistemului de Credite Transferabile, fiecărei discipline îi corespunde un număr de credite. Numarul minim de credite necesare este de 30 pentru fiecare semestru. Disciplinele incluse în examenul de licență sunt creditate separat. Creditele obținute de studenți care beneficiază de bursă într-una din țările Uniunii Europene sunt recunoscute.
Admiterea se face pe bază de dosar, dar este oferit un criteriu alternativ de admitere la programele de licență, criteriu ce constă în concursuri organizate de Facultatea de Științe Politice, Administrative și ale Comunicării. Cerințele sunt în conformitate cu programul de studiu dorit de student. Câștigătorii concursurilor sunt admiși cu nota 10, atât timp cât promovează examenul de bacalaureat. 

## Conducere[1]
Decan: Prof. univ. dr. Călin Emilian Hințea
Prodecani:
Conf. univ. dr. Salat Levente (activitate didactică, cercetare)
Lector univ. dr. Christian Chereji (lifelong learning, relația cu comunitatea, strategia online)
Lector univ. dr. Andreea Mogoș (relația cu studenții și relații internaționale, relația cu mass media, imagine)
Lector univ. dr. Viorel Stănică (social, administrativ, secretariat)

### Directori Departamente
Jurnalism și Media Digitală: Conf. univ. dr. Radu-Mihai Meza
Științe Politice: Conf. univ. dr. Gabriel Bădescu
Administrație Publică: Conf. univ. dr. Dan Șandor
Comunicare și Relații Publice: Lector univ. dr. Ioan Hosu

## Relații internaționale
Facultatea de Științe Politice, Administrative și ale Comunicării cooperează cu universități prestigioase din zona Euro-Atlantică. Aceste cooperări deschid studenților interesați variate oportunități de a învăța la universități partenere, stagiile în străinătate fiind recunoscute și echivalate la momentul întoarcerii în țară. Alături de mobilitățile studențești, acordurile internaționale dau posibilitatea studenților FSPAC să frecventeze cursuri susținute de profesori străini invitați, beneficiind astfel de experiența și cunoștințele acestora. Schimburile academice sunt coordonate de către Centrul de Cooperări Internaționale, împreună cu responsabilii din cadrul departamentelor.
Facultatea de Științe Politice, Administrative și ale Comunicării întreține relații academice cu următoarele Universități din Statele Unite ale Americii:
- University of Pittsburg
- Michigan State University (East Lansing)
- Florida State University
- Delaware University
- State University of New York at Albany
- University of California Irvine
- University of Indiana
- University of Virginia
- University of San Diego

ERASMUS este componenta Programului SOCRATES care se adresează învățământului superior. Contractul instituțional ERASMUS/ SOCRATES a fost pregătit și organizat în perioada 1996-1998 (stagiu de pregătire, proiectul pilot ECTS), iar din 1998 a devenit funcțional, acum fiind în cel de-al optulea an de funcționare. În perioada 2000-2006, scopul Programului ERASMUS/SOCRATES a fost de a îmbunătăți calitatea învățământului superior. Țările participante sunt cele 27 state membre ale Uniunii Europene și 3 state din Regiunea Economică a Europei (Islanda, Liechtenstein și Norvegia).
În cadrul programului ERASMUS/SOCRATES, Facultatea de Științe Politice, Administrative și ale Comunicării are acorduri bilaterale cu următoarele universități:
- Universität Salzburg, Austria
- Ludwig Maximillians Universität - München, Germania
- Carl von Ossietzky Universität - Oldendburg, Germania
- Viadrina Universität - Frankfurt am Oder, Germania
- Stichting Haagse Hogeschool - Haga, Olanda
- University of Nijmegen, Olanda
- University of Sussex,  Marea Britanie
- Université libre de Bruxelles - Bruxelles, Belgia
- Université de Nantes, Franta
- Stiftelsen Högskolan Jönköping
- Corvinus University - Budapest, Ungaria

## Departamente
Departamentul de Administrație Publică (DAP) al FSPAC, recunoscut de către minister ca având cele mai bune programe în domeniu din România, a fost creat în anul 1996 pe baza unor proiecte internaționale finanțate de Uniunea Europeană (Tempus) și Statele Unite ale Americii. DAP a reprezentat încă de la început o excepție între celelalte școli de administrație publică din România, în principal deoarece a implementat, cu sprijinul partenerilor occidentali, o abordare interdisciplinară în studiul administrației publice. DAP are în prezent trei linii de studiu (învățământ la zi și la distanță) în limbile română, maghiară și germană (ultimele două linii de studiu menționate se adresează minorităților naționale, care în baza dreptului de a studia în limba maternă, doresc să urmeze o carieră în domeniul administrației publice), situație unică în România până în prezent.
În cadrul Departamentului de Comunicare, Relații Publice și Publicitate funcționează două specializări de nivel licență: Comunicare și Relații Publice, respectiv Publicitate. Departamentul, având cadre didactice tinere, promovează metode de predare bazate pe interacțiunea permanentă cu studenții. În acest sens, studenții sunt încurajați să gândească liber, să fie creativi și să își prezinte opiniile argumentat și într-o manieră deschisă. De asemenea, trăind într-o societate în care tehnologia evoluează într-un ritm alert, actualitatea și aplicabilitatea modului de comunicare și al informațiilor oferite devin principii și valori esențiale. Pe lângă activitățile de predare și de cercetare, membrii departamentului se implică în mod constant în proiecte extracuriculare: Festivalul Studențesc de Publicitate, Conferința PR Trend, colaborările cu firmele specializate, sub forma de stagii de practică.
Departamentul de Jurnalism și Media Digitală funcționează în cadrul Facultății de Științe Politice, Administrative și ale Comunicării din 1993 și a dezvoltat în decursul ultimilor ani unele dintre cele mai performante programe de studii de profil din țară. Pe baza cunoștințelor și competențelor generale și de specialitate dobândite, absolvenții secției de Jurnalism pot opta pentru numeroase profesii conexe comunicării mediatice și sociale în presa scrisă, radio, televiziune sau în mediul online, devenind reporteri, prezentatori, fotoreporteri, cameramani, editori audio-video, editori online sau tehnoredactori. Oferta academică a Departamentului de Jurnalism este unică în Europa, oferind specializarea la nivel licență în Jurnalism în patru limbi: română, maghiară, germană și engleză. 
Școala de Sănătate Publică (SPH) este singurul program de sănătate publică disponibil la nivel licență pentru studenții din România. SPH este una dintre cele mai noi specializări din cadrul Facultății de Științe Politice, Administrative și ale Comunicării, alături de Știința Datelor Sociale, care este disponibilă odată cu toamna anului 2022. Noua specializare are ca scop formarea studenților, în așa fel încât aceștia să poată gândi critic, să soluționeze probleme ce țin de comunicarea online stat-cetățeni și luarea unor decizii care au la baza lor analiza datelor, generate de constanta digitalizare. Specializarea va combina cunoștințe teoretice din domenii variate (analiza de date, guvernare electronică, comunicare, științe politice, administrație publică, management, utilizarea noilor tehnologii, pe lângă altele).
Departamentul de Științe Politice a fost înființat și dezvoltat în anii ’90 printr-un grant IREX/USAID al guvernului Statelor Unite ale Americii. În prezent, este plasat pe primul loc în țară în două clasamente recente ale Ministerului Educației, precum și în clasamente ale unor asociații profesionale. În cadrul departamentului funcționează și Centrul pentru Studiul Democrației – un institut de cercetare în care studenții și profesorii lucrează împreună pe teme cu relevanță actuală, din domenii precum relații internaționale, diplomație, drepturile omului, diversitatea culturală, societate civilă și migrație internaționala.

## Biblioteca facultății
Bazele acestei biblioteci au fost puse începând cu anul 1994 când Facultatea de Științe Politice a beneficiat de sprijinul programului IREX (International Research Exchange) și de donații de cărți și periodice din partea Fundației Soros. În 1998, Biblioteca Facultății de Științe Politice a devenit filiala B.C.U. “Lucian Blaga” Cluj-Napoca.
Fondul  bibliotecii (aprox. 14.000 de volume monografice și aprox. 2000 fascicule de periodice) în continuă dezvoltare acoperă următoarele domenii: gender, sociologie, naționalism, ideologii politice, politici comparate, teorie politică, jurnalism, științele comunicării, relații internaționale, drept, administrație publică.

## Cercetare
- Centrul de Analiză Politică Arhivat în 23 august 2012, la Wayback Machine.
- Centrul de Cercetare în Administrație Publică Arhivat în 29 iulie 2012, la Wayback Machine.
- Centrul de Cercetare în Comunicare, Publicitate și Relații Publice Arhivat în 23 august 2012, la Wayback Machine.
- Centrul de Politici de Sănătate și Sănătate Publică Arhivat în 23 august 2012, la Wayback Machine.
- Centrul de Studiu al Bunei Guvernări Arhivat în 29 iulie 2012, la Wayback Machine.
- Centrul pentru Studiul Conflictelor Arhivat în 25 octombrie 2012, la Wayback Machine.
- Centrul pentru Studiul Democrației
- Conflict Observer Project Arhivat în 20 octombrie 2012, la Wayback Machine.

## Publicații
- Conflict Studies Quarterly
- Journal of Media Research Arhivat în 18 octombrie 2012, la Wayback Machine.
- Journal for the Study of Religions and Ideologies
- Revista Transilvană de Științe Administrative
- Revista Transilvană de Științe ale Comunicării
- Studia Ephemerides
- Studia Politica